# Firebird Youth Chinese Orchestra
Le Firebird Youth Chinese Orchestra (FYCO) est un orchestre composé d'instruments traditionnels chinois, basé dans la zone de la baie de San Francisco.
Créé par Gordon Lee en 2000, l'orchestre était composé de treize jeunes musiciens. Il compte actuellement plus de cent trente musiciens, pour la plupart des Chinois nés aux États-Unis et ayant entre sept et dix-huit ans. L'organisation a pour but de défendre l'importance de la musique chinoise dans la culture nord-américaine .